# Port lotniczy J.F. Mitchell
Port lotniczy J. F. Mitchell – port lotniczy zlokalizowany na wyspie Bequia należącej do państwa Saint Vincent i Grenadyny.